# Slow (dEUS)
Slow is een nummer van alternatieve-rockgroep dEUS en zangeres Karin Dreijer Andersson. Het is als single uitgegeven onder de titel The Architect/Slow. Het is de eerste single van het album Vantage Point. De single behaalde de eerste positie in de Kink 40 van Kink FM.